# تنقية (كيمياء)
التنقية في السياق الكيميائي هو الفصل الفيزيائي للمادة الكيمائية المعتبرة من الملوثات الخارجية.
لا ينبغي اعتبار القائمة التالية لأساليب تنقية المواد الكيميائية شاملة.
- التنقية بالإلفة : تستخدم في تنقية البروتينات عن طريق الاحتفاظ بها على عمود من خلال إلفتها للأجسام المضادة، والأنزيمات أو المستقبلات التي تكون ثابتة على العمود.
- الترشيح: هي طريقة ميكانيكية لفصل المواد الصلبة من السوائل والغازات عن طريق تمرير تيار من المحلول أو الهواء المراد ترشيحه خلال مرشح (ورقة ترشيح مسامية، أو قماش، أو غشاء)، الذي يحتفظ بالمواد الصلبة وتسمح للسائل بالمرور عبرها.
- تنقية بالطرد المركزي: يفصل المواد الصلبة من السوائل، أو يفصل بين اثنين من السوائل متعذرة المزج، اعتمادًا على فرق كثافة المواد.
- التبخر: ويستخدم لإزالة السوائل المتطايرة من المائع غير المتطاير والتي لا يمكن القيام بذلك عن طريق الترشيح نظرا لصغر حجم المواد.
- الاستخلاص: وهو إزالة الشوائب، أو استخلاص مادة مرغوبة، عن طريق إذابتها في المذيبات التي لا تذوب فيها العناصر الأخرى.
- التبلور: فصل بالتبلور لمنتج ما من سائل الفصل (feedstream)، وغالبًا في شكل غاية في النقاوة، بتبريد سائل الفصل أو بإضافة مواد مرسبة تخفض انحلالية المادة المراد فصلها بحيث تشكل بلورات. ويتم بعدها فصل هذه البلورات النقية عن بقية المحلول باستخدام الطرد المركزي أو الترشيح. في أعمال الكيمياء التحليلية والتركيبية، يمكن إعادة تبلور المواد الكاشفة المشتراة والمشكوك في نقائها، على سبيل المثال، تحل في مذيب نقي جدًا، ثم تبلور، ويتم استرجاع البلورات، وذلك من أجل تحسين و/أو التحقق من النقاء.
- الامتزاز: يزيل الامتزاز الشوائب المنحلة في سائل الفصل (feedstream)، وذلك بحجزها على سطح مادة صلبة مثل الكربون المنشط الذي يشكل روابط كيميائية غير تساهمية قوية مع الشوائب. في الكروماتوجرافيا يستخدم الامتزاز والانتزاز على سرير من المادة الصلبة لتنقية مكونات متعددة لسائل الفصل الواحد.
- الصهر: يستخدم لإنتاج المعادن من الفلزات الخام، ويشمل إضافة مواد كيميائية إلى الفلز الخام وتسخينه ليصل إلى نقطة انصهار المعدن.
- التكرير: يستخدم أساسًا في صناعة البترول، وبموجبه يسخن النفط الخام ويقسم إلى مراحل وفقًا لنقاط تكثيف العناصر المختلفة.
- التقطير: ويستخدم على نطاق واسع في تكرير النفط وفي تنقية الإيثانول بفصل السوائل المتطايرة على أساس نقطة غليانها.
- تنقية المياه: وتشمل عدة طرق لإنتاج المياه الصالحة للشرب.
- المعالجة المتعاقبة للنواتج النهائية لعملية التخمر (بالإنجليزية: Downstream processing)‏: هي تنقية المواد الكيميائية، والمستحضرات الصيدلانية والمكونات الغذائية الناتجة عن التخمير أو الاصطناع في الأنسجة النباتية والحيوانية، مثل المضادات الحيوية، وحمض الليمون، وفيتامين (E)، والأنسولين.
- التجزئة: وهي طريقة تنقية تتمثل في طريقة متكررة من التنقية غير الفعالة نسبيا بغاية عزل المادة المرجوة في تنقية تدريجية للوصول إلى نقاء أكبر.
- التحليل الكهربائي: هو انهيار المواد باستخدام تيار كهربائي. هذا يزيل الشوائب من المادة التي يمر فيها التيار الكهربائي.

## اقرأ أيضاً
- تنقية الفلزات